# Zapotèque de Quioquitani-Quierí
Le zapotèque de Quioquitani-Quierí est une variété de la langue zapotèque parlée dans l'État d'Oaxaca, au Mexique.

## Localisation géographique
Cette variété de zapotèque est parlée dans les villes de Santa Catarina Quioquitani (en), Santa Catalina Quierí (en), Santo Tomás Quierí, Santo Domingo Lachivitó, San Pedro Leapi et Santiago Lachivía du district de Yautepec (en) dans les montagnes du sud de l'Oaxaca,,.

## Classification
Le parler zapotèque de Quioquitani-Quierí est une langue amérindienne. Les parlers zapotèques constituent une des branches de la famille des langues oto-mangues.

## Phonologie
Les tableaux présentent les phonèmes du zapotèque parlé à Santa Catarina Quioquitani-Quierí.

### Voyelles
|         | Antérieure | Centrale | Postérieure |
| ------- | ---------- | -------- | ----------- |
| Fermée  | i [i]      |          | u [u]       |
| Moyenne | e [e]      |          | o [o]       |
| Ouverte | ë [æ]      | a [a]    |             |

### Qualité des voyelles
Le zapotèque de Quioquitani-Quierí, en dehors des voyelles simples, possède une série de voyelles  laryngalisées [a̰].  

### Consonnes
|               |               | Bilabiale | Dentale | Palatale  | Vélaire | Lab.-vél. |
| ------------- | ------------- | --------- | ------- | --------- | ------- | --------- |
| Occlusives    | Sourdes       | p [p]     | t [t]   |           | k [k]   | kw [kʷ]   |
| Occlusives    | Sonores       | b [b]     | d [d]   |           | g [g]   | gw [gʷ]   |
| Fricatives    | Sourdes       |           | s [s]   | x [ ʃ ]   |         |           |
| Fricatives    | Sonores       |           | z [z]   | zh [ ʒ]   |         |           |
| Affriquées    | Sourdes       |           | ts [t͡s] | ch [ t͡ʃ ] |         |           |
| Affriquées    | Sonores       |           | dz [d͡z] | dx [ d͡ʒ]  |         |           |
| Nasales       | Nasales       | m [m]     | n [n]   | ñ [ɲ]     |         |           |
| Liquides      | Liquides      |           | l [l]   |           |         |           |
| Roulées       | Roulées       |           | r [r]   |           |         |           |
| Semi-voyelles | Semi-voyelles | w [w]     |         | y [j]     |         |           |

### Une langue tonale
Le zapotèque de Quioquitani-Quierí est une langue tonale. Elle possède quatre tons : haut, bas, bas-montant et moyen-montant. Ceux-ci ne sont pas notés dans l'écriture.

## Grammaire

### Typologie
Comme l'ensemble zapotèque, le parler de Quioquitani-Quierí est une langue à dominante SVO. Cependant, un ordre OVS est possible. Dans ce cas, la particule lëë est introduite dans la phrase.
- Lëë conef kwaasy pëw
- focus lapin attrapa coyote
- Le coyote attrapa le lapin